# بريقانتاين
بريقانتاين (بالإنجليزية: Brigantine) هي مدينة جزيرة في مقاطعة أتلانتك، نيوجيرسي، في الولايات المتحدة. حسب تعداد الولايات المتحدة لعام 2010، كان عدد سكان المدينة 9450، مما يعكس انخفاضا قدره 3،144 (-25.0 ٪) من 12،594 تم عدهم في تعداد عام 2000 ، والتي زادت بدورها بمقدار 1240 ( + 10.9٪) من 11،354 في إحصاء عام 1990.
صنفت مجلة نيو جيرسي الشهرية بريقانتاين كأفضل مكان للعيش في تصنيفها لعام 2008 من «أفضل الأماكن للعيش» في نيو جيرسي.

## ديموغرافيات

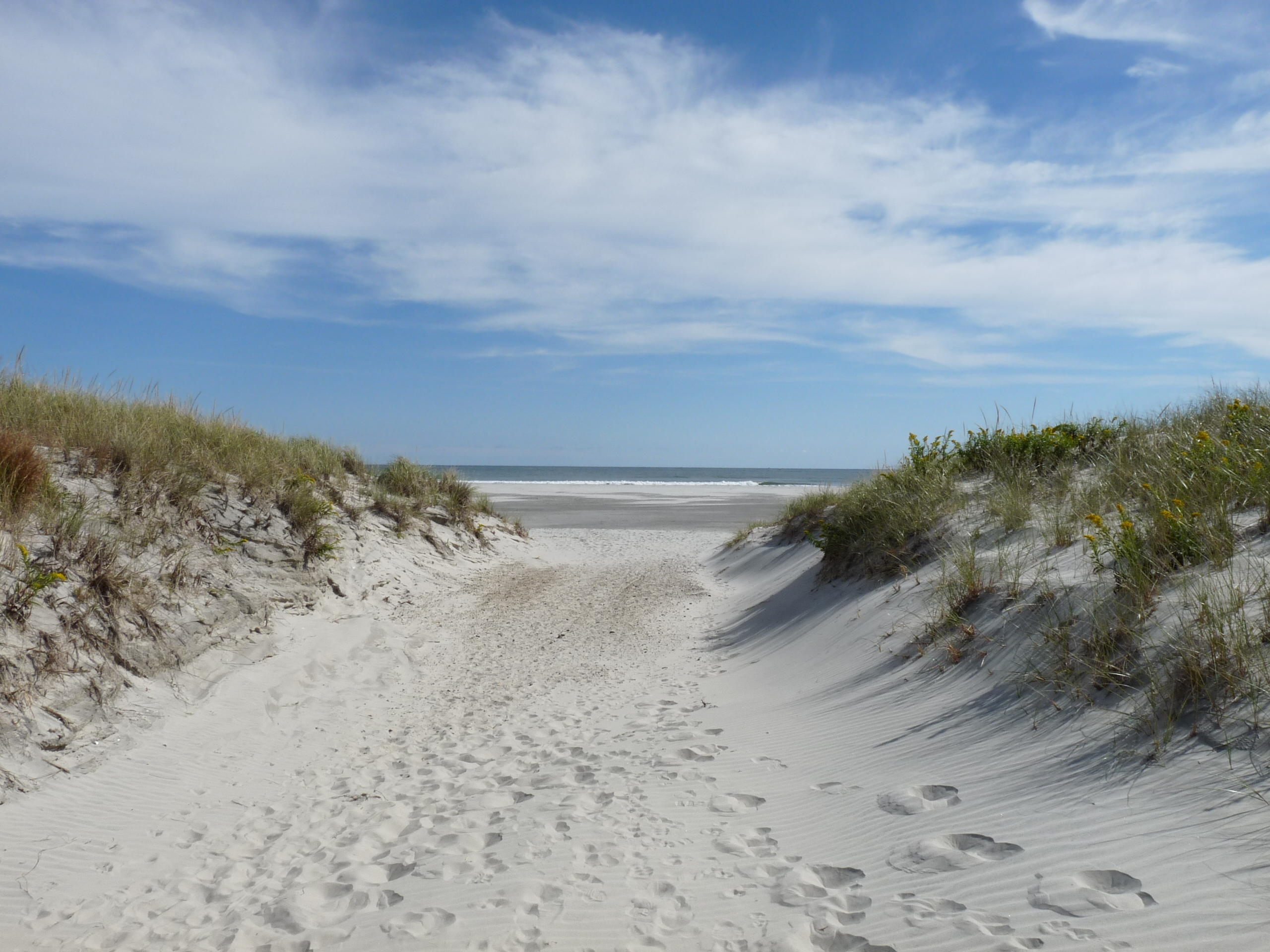
Beach at Brigantine, on the Atlantic Ocean side of the island

| البيانات المناخية لـBrigantine Beach, New Jersey (1981 – 2010 averages). | البيانات المناخية لـBrigantine Beach, New Jersey (1981 – 2010 averages). | البيانات المناخية لـBrigantine Beach, New Jersey (1981 – 2010 averages). | البيانات المناخية لـBrigantine Beach, New Jersey (1981 – 2010 averages). | البيانات المناخية لـBrigantine Beach, New Jersey (1981 – 2010 averages). | البيانات المناخية لـBrigantine Beach, New Jersey (1981 – 2010 averages). | البيانات المناخية لـBrigantine Beach, New Jersey (1981 – 2010 averages). | البيانات المناخية لـBrigantine Beach, New Jersey (1981 – 2010 averages). | البيانات المناخية لـBrigantine Beach, New Jersey (1981 – 2010 averages). | البيانات المناخية لـBrigantine Beach, New Jersey (1981 – 2010 averages). | البيانات المناخية لـBrigantine Beach, New Jersey (1981 – 2010 averages). | البيانات المناخية لـBrigantine Beach, New Jersey (1981 – 2010 averages). | البيانات المناخية لـBrigantine Beach, New Jersey (1981 – 2010 averages). | البيانات المناخية لـBrigantine Beach, New Jersey (1981 – 2010 averages). |
| الشهر                                                                    | يناير                                                                    | فبراير                                                                   | مارس                                                                     | أبريل                                                                    | مايو                                                                     | يونيو                                                                    | يوليو                                                                    | أغسطس                                                                    | سبتمبر                                                                   | أكتوبر                                                                   | نوفمبر                                                                   | ديسمبر                                                                   | المعدل السنوي                                                            |
| ------------------------------------------------------------------------ | ------------------------------------------------------------------------ | ------------------------------------------------------------------------ | ------------------------------------------------------------------------ | ------------------------------------------------------------------------ | ------------------------------------------------------------------------ | ------------------------------------------------------------------------ | ------------------------------------------------------------------------ | ------------------------------------------------------------------------ | ------------------------------------------------------------------------ | ------------------------------------------------------------------------ | ------------------------------------------------------------------------ | ------------------------------------------------------------------------ | ------------------------------------------------------------------------ |
| متوسط درجة الحرارة الكبرى °ف (°م)                                        | 41.1 (5.1)                                                               | 43.1 (6.2)                                                               | 49.7 (9.8)                                                               | 58.1 (14.5)                                                              | 67.7 (19.8)                                                              | 76.8 (24.9)                                                              | 81.8 (27.7)                                                              | 80.8 (27.1)                                                              | 75.4 (24.1)                                                              | 65.2 (18.4)                                                              | 55.8 (13.2)                                                              | 46.1 (7.8)                                                               | 61.8 (16.6)                                                              |
| متوسط درجة الحرارة الصغرى °ف (°م)                                        | 26.9 (−2.8)                                                              | 28.8 (−1.8)                                                              | 34.8 (1.6)                                                               | 43.9 (6.6)                                                               | 53.1 (11.7)                                                              | 62.9 (17.2)                                                              | 68.5 (20.3)                                                              | 67.7 (19.8)                                                              | 61.1 (16.2)                                                              | 49.8 (9.9)                                                               | 40.8 (4.9)                                                               | 31.6 (−0.2)                                                              | 47.5 (8.6)                                                               |
| الهطول إنش (مم)                                                          | 3.21 (82)                                                                | 2.89 (73)                                                                | 4.11 (104)                                                               | 3.55 (90)                                                                | 3.09 (78)                                                                | 2.87 (73)                                                                | 3.36 (85)                                                                | 4.04 (103)                                                               | 3.04 (77)                                                                | 3.55 (90)                                                                | 3.32 (84)                                                                | 3.83 (97)                                                                | 40.86 (1٬036)                                                            |
| متوسط تساقط الثلوج إنش (سم)                                              | 4.5 (11)                                                                 | 6.8 (17)                                                                 | 1.1 (2.8)                                                                | 0.3 (0.76)                                                               | 0.0 (0.0)                                                                | 0.0 (0.0)                                                                | 0.0 (0.0)                                                                | 0.0 (0.0)                                                                | 0.0 (0.0)                                                                | 0.0 (0.0)                                                                | 0.2 (0.51)                                                               | 3.7 (9.4)                                                                | 16.6 (41.47)                                                             |
| المصدر: PRISM                                                            |                                                                          |                                                                          |                                                                          |                                                                          |                                                                          |                                                                          |                                                                          |                                                                          |                                                                          |                                                                          |                                                                          |                                                                          |                                                                          |

## روابط خارجية
- Brigantine City website
- Brigantine Public Schools
- قالب:NJReportCard
- School Data for the Brigantine Public Schools, المركز الوطني لإحصاءات التعليم
- The Brigantine Beachcomber Newspaper
- History of Brigantine Castle (defunct amusement pier)
- Brigantine Excursion House from the Sea, October 17, 1891 by D.J. Kennedy, Historical Society of Pennsylvania
- End View of Brigantine Beach, Excursion House, New Jersey, October 17, 1891 by D.J. Kennedy, Historical Society of Pennsylvania

| سبقه بيتش هافن | Beaches of New Jersey | تبعه اتلانتيك سيتي |